# San Marone
San Marone (IV secolo – 410 circa) è stato un monaco siriaco; è venerato come santo dalla Chiesa cattolica e da quella ortodossa, considerato dalla tradizione il fondatore di una congregazione monastica-spirituale nel Libano del V secolo.
Da lui prende l'appellativo di "maronita" la Chiesa cattolica libanese. Marone fu conosciuto per la sua attività missionaria, per le guarigioni e miracoli attribuitigli e per il suo ascetismo.

## Biografia
Nonostante la popolarità di Marone, non si hanno notizie precise e approfondite sulla sua vita.
Nato a metà del IV secolo in Siria, fu un sacerdote che divenne eremita ritirandosi su una montagna del Tauro nella regione di Cirro, vicino ad Antiochia. 
Marone passò gran parte della sua vita su quelle montagne siriane. Si pensa che il luogo della sua dimora avesse il nome di Kefar-Nabo, e che fosse situato sulla montagna di Ol-Yambos, per questo i territori vicini alla montagna siriana vengono considerati come culla della congregazione maronita. Si era stabilito in un vecchio tempio pagano, che egli aveva consacrato al vero Dio.
Il suo stile di vita ascetico e i miracoli che gli venivano attribuiti gli attirarono molti seguaci e gli procurarono l'attenzione di tutto l'impero. 
Nel 405 circa Giovanni Crisostomo gli inviò una lettera esprimendogli il suo rispetto e la sua devozione, chiedendogli di pregare per lui.

## La Chiesa maronita
Marone è considerato il padre della congregazione monastica-spirituale che ha dato origine alla formazione della Chiesa maronita, congregazione che ha una profonda influenza nei territori del medio oriente, specialmente in Libano.
La congregazione maronita si diffuse in Libano quando il primo discepolo di Marone, Abramo di Cirro, si rese conto che pochi in Libano praticavano il cristianesimo e usò la figura di Marone come esempio morale per convertirli al cristianesimo. I seguaci di Marone rimasero fedeli agli insegnamenti della Chiesa cattolica, infatti la Chiesa maronita è una Chiesa sui iuris della Chiesa cattolica.

## Patronati
Marone è patrono delle seguenti istituzioni:
- Chiesa maronita
- Il paese di Volperino (frazione di Foligno)
- L'eparchia di San Marone di Brooklyn

## Culto
Dopo che le reliquie di Marone furono portate nell'Abbazia di Sassovivo, presso Foligno, sono state conservate per lungo tempo nella frazione di Volperino prima di essere trasferite nella cattedrale di San Feliciano di Foligno e poi una parte fu riportata a Sassovivo. Il 25 novembre 2005 le reliquie presenti a Sassovivo furono trafugate dall'Abbazia.
La memoria liturgica dell'eremita siriano ricorre il 9 febbraio per la Chiesa cattolica, il 14 febbraio per la Chiesa ortodossa.